# Apollinaris von Ravenna

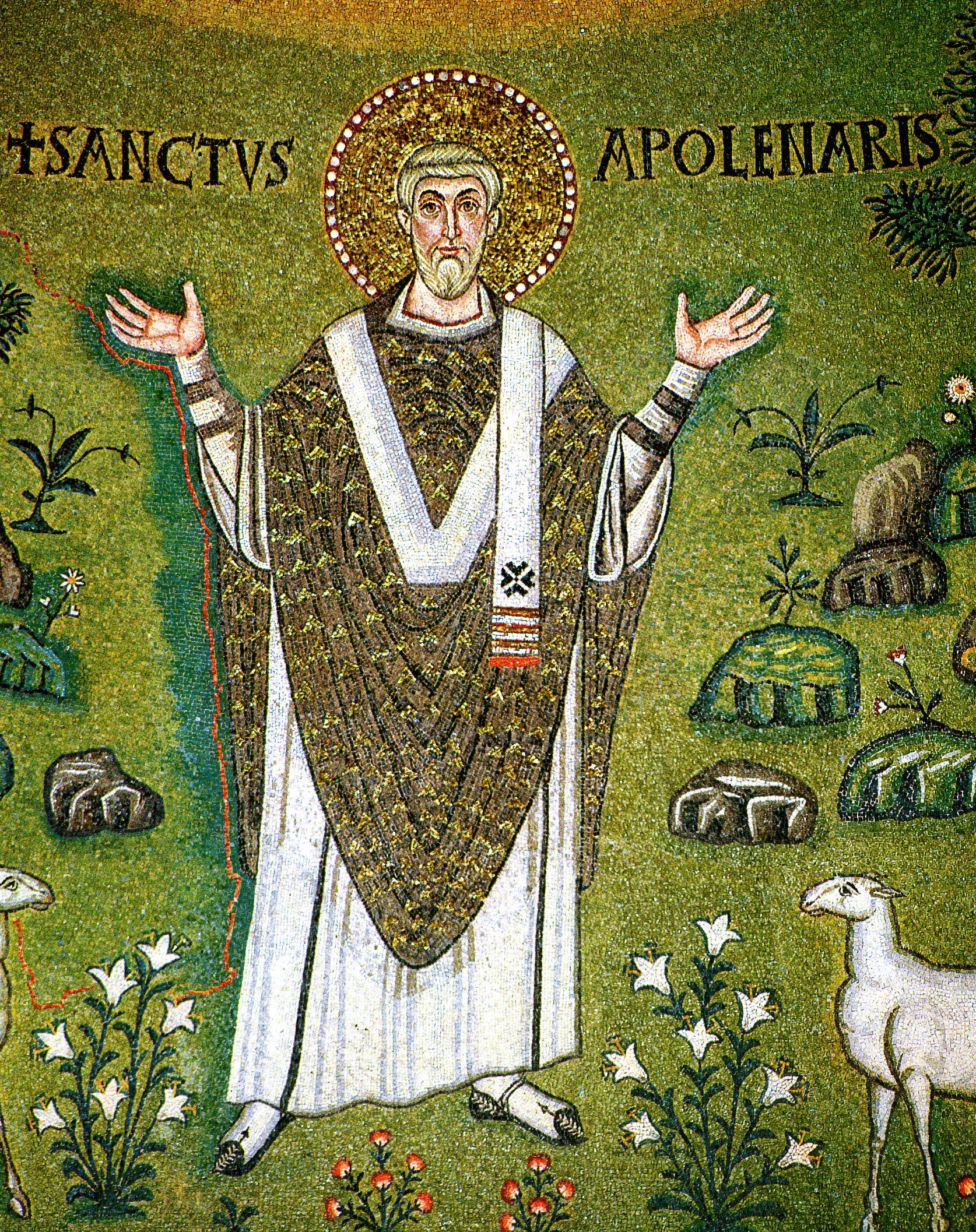
Darstellung des Apollinaris in einer paradiesisch grünen Landschaft, umgeben von zwölf Schafen; Apsismosaik von Sant’Apollinare in Classe in Ravenna (6. Jh.)

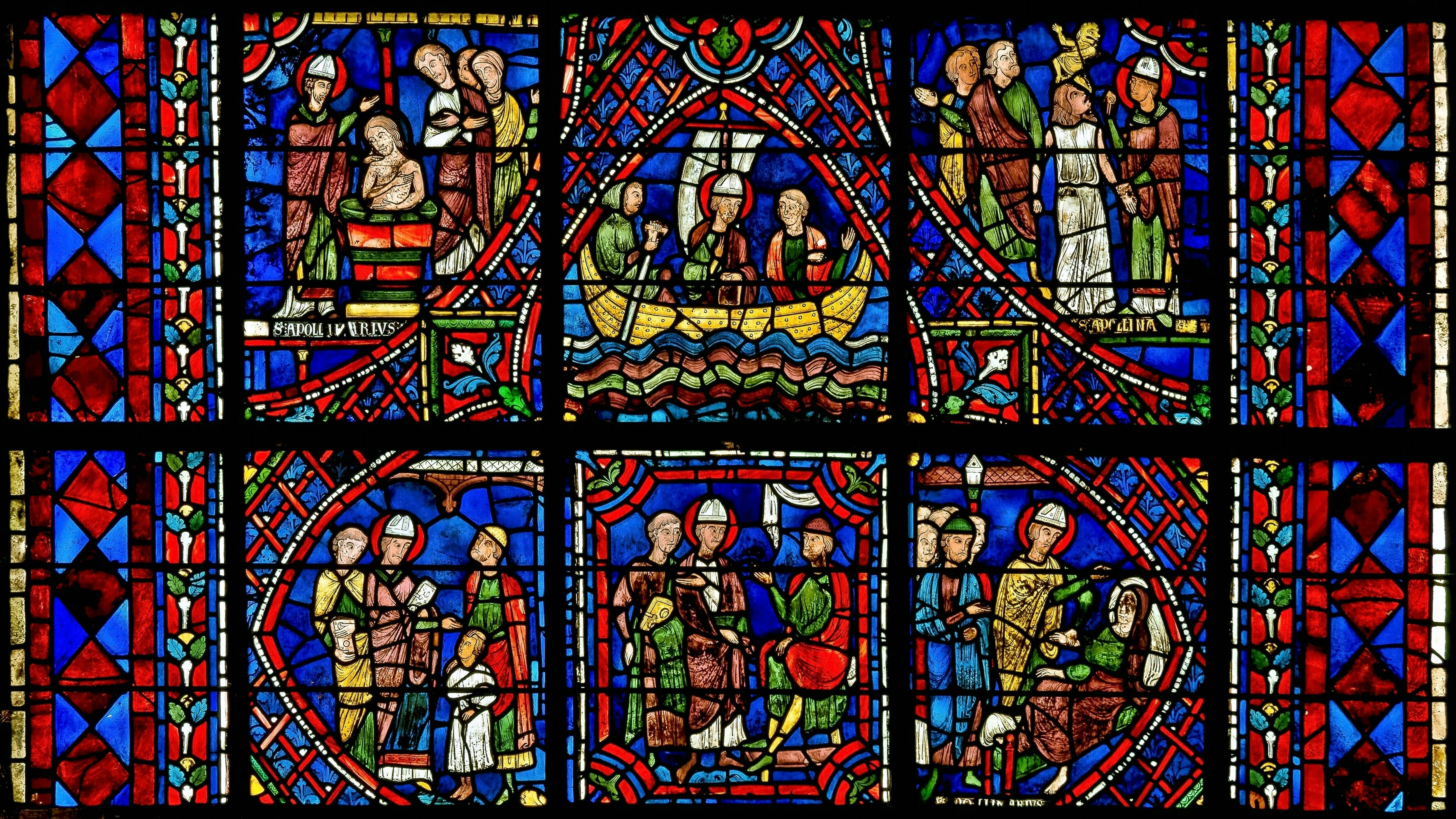
Szenen aus dem Leben des Apollinaris, Glasmalerei in Notre-Dame de Chartres (1205–1215)

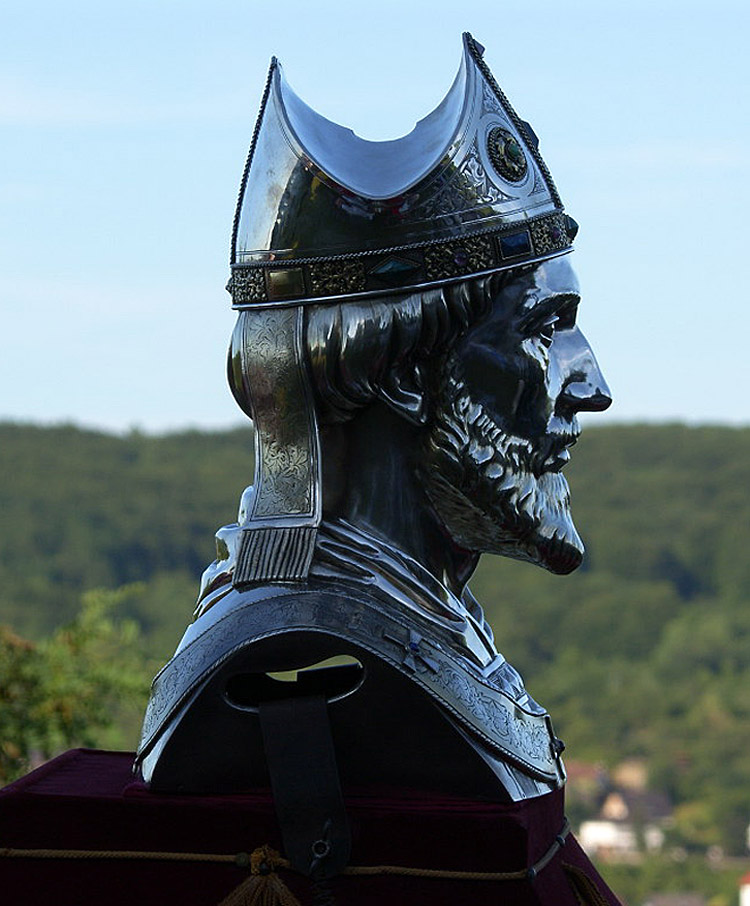
Kopfreliquiar des hl. Apollinaris, Apollinariskirche, Remagen (19. Jh.)

Apollinaris (* Antiochia; † begraben in Ravenna) gilt als Gründer der christlichen Gemeinde von Ravenna, war deren Bischof und starb als Märtyrer.

## Legenden
Um den hl. Apollinaris ranken sich viele Legenden. Die einen berichten, er sei noch von Petrus selbst als Bischof eingesetzt worden und habe um 75 gelebt. Er sei von Nichtchristen überfallen, misshandelt und qualvoll getötet worden.
Anderen Legenden zufolge habe er die Misshandlungen überstanden und sei nach Dalmatien gegangen, um dort zu missionieren. Sein Leben wird in dieser Überlieferung um das Jahr 200 datiert.
Die Legenda Aurea erwähnt eine große Zahl von Wundertaten des Heiligen.

## Verehrung
Das Grab des hl. Apollinaris liegt in Ravenna. Im Jahr 549 wurde die nach ihm benannte Basilika Sant’Apollinare in Classe über seinem Grab eingeweiht. Seine Reliquien wurden in der Mitte des 9. Jahrhunderts in die Kirche Sant’Apollinare Nuovo in Ravenna überführt, da die andere Basilika aufgrund ihrer Lage Plünderern allzu leicht zugänglich war. Reliquien finden sich heute unter anderem auch in der Apollinariskirche in Remagen, in Gorkum, Dijon, Reims und in der Lambertuskirche zu Düsseldorf.
Als Schutzpatron wird Apollinaris in Ravenna, Remagen und Düsseldorf verehrt. In Bad Neuenahr-Ahrweiler im Ahrtal liegt eine bedeutende Mineralquelle am Pilgerweg des Apollinaris nach Remagen und das Wasser wird zu Ehren des Heiligen als Apollinaris vermarktet. Die Größte Kirmes am Rhein in Düsseldorf wird zu seinem Namenstag gefeiert.
In der Kunst wird Apollinaris in einem weißen Gewand mit schwarzem Kreuz dargestellt. Als Insignien trägt er den Bischofsstab und eine Keule, mit der er der Legende nach erschlagen wurde. Gläubigen gilt er als Nothelfer gegen Epilepsie. Zwischen Rhein und dem Raum Euskirchen ersetzte die Anrufung des Hl. Apollinaris die Verehrung des Hl. Johannes bei Nervenleiden.

## Gedenktag
Der katholische Gedenktag des Heiligen ist der 20. Juli. In der orthodoxen Kirche fällt er auf den 23. Juli.